# Епархия Пиньела
Епархия Пиньела (лат. Dioecesis Pinhelensis) — титулярная епархия Римско-Католической церкви.

## История
10 июля 1770 года Римский папа Климент XIV издал бреве «Apostolicae Sedi», которой учредил епархию Пиньела, выделив её из епархии Ламегу.
30 сентября 1881 года Римский папа Лев XIII упразднил епархию Пиньела, передав её территорию епархии Гуарды.

## Епископы
- епископ João Rafael de Mendonça O.S.H.[1] (17.06.1771 — 29.07.1771) — назначен епископом Порту;
- епископ Cristóvão de Almeida Soares (8.03.1773 — 11.02.1782);
- епископ José António Pinto de Mendonça Arrais (16.12.1782 — 18.12.1797) — назначен епископом Гуарды;
- епископ Bernardo Bernardino Beltrão Freire (18.12.1797 — 19.07.1828);
- епископ Leonardo de Sousa Brandão (17.12.1832 — 1838);
- епископ António Mendes Bello (1874—1881) — апостольский администратор.

## Титулярные епископы
- епископ Thomas Kiely Gorman (22.08.1969 — 21.01.1971);
- епископ Mervyn Alban Alexander (8.03.1972 — 20.12.1974) — назначен епископом Клифтона;
- епископ Hugo Mark Gerbermann M.M. (22.07.1975 — 19.10.1996);
- епископ  Мануэл Жозе Макариу ду Нашсименту Клементи (6.11.1999 — 22.02.2007) — назначен епископом Порту;
- епископ Guillermo Martín Abanto Guzmán (30.01.2009 — 30.10.2012) — назначен ординарием Военного ординариата Перу;
- епископ Jorge Estrada Solórzano (28.05.2013 — по настоящее время).

## Источник
- Annuario Pontificio, Libreria Editrice Vaticana, Città del Vaticano, 2003, стр. 754, ISBN 88-209-7422-3
- Pius Bonifacius Gams, Series episcoporum Ecclesiae Catholicae, Leipzig 1931, стр. 107
- Breve Apostolicae Sedi, in Bullarii Romani continuatio, Tomus quintus, Prato 1845, стр. 213—217  (лат.)